# Ridgeland, Wisconsin
Ridgeland là một làng thuộc quận Dunn, tiểu bang Wisconsin, Hoa Kỳ. Năm 2006, dân số của làng này là 265 người.